# Orhan Veli Kanik
Orhan Veli Kanık (13 de abril de 1914, Estambul, 14 de noviembre de 1950) fue un poeta turco. Su padre Veli Kanık fue jefe de la Orquesta Sinfónica de la Presidencia de la República Turca. Orhan Veli fundó el Movimiento Garip (extraño), junto a Oktay Rifat y Melih Cevdet. Es un renombrado poeta por defender una poesía sin adjetivos ni elementos estilísticos excesivos, prefiriendo un estilo más cerca del verso libre. Célebre por su inigualable capacidad de expresión, la profundidad emotiva es la base de la sencilla naturaleza que acompaña aparentemente a sus versos. Su poesía es muy admirada tanto por el pueblo llano como por los círculos académicos turcos.

## Muerte
El 10 de noviembre de 1950, en Ankara, cayó en un socavón perforado por el ayuntamiento. Al cabo de dos días fue a Estambul. Comiendo en la casa de un amigo se mareó y lo ingresaron en el hospital, lo trataron como intoxicación de alcohol, pero luego supieron que era un derrame cerebral. Entró en coma esa misma noche y murió a las 23:20 del 14 de noviembre de 1950.

## Obras

### Poesía
- Garip (1941, junto a O. Rıfat y M. Cevdet)
- Garip (1945)
- Vazgeçemediğim (1945)
- Destan Gibi (1946)
- Yenisi (1947)
- Karşı (1949)
- Nasrettin Hoca Hikâyeleri (1949)
- Bütün Şiirleri (1951)
- Nesir Yazıları (1953)
- Edebiyat Dünyamız (1975)
- Bütün Yazıları (1982)

### Traducciones
- Bir Kapı Ya Açık Durmalı Ya Kapalı (1943, Alfred de Musset'den)
- Scapin'in Dolapları (1944, Moliere'den)
- Fransız Şiiri Antolojisi (1947)
- William Shakespeare, Hamlet ve Venedikli Tüccar (1949)
- Saygılı Yosma (1961, Jean Paul Sartre'dan)
- Batıdan Şiirler (1963)

### Poemas selectos
- Açsam Rüzgara
- Anlatamıyorum
- Ayrılış
- Bayrak
- Bayram
- Bedava
- Dalgacı Mahmut
- Delikli Şiir
- Gelirli Şiir
- Gün Olur
- Güzel Havalar
- Harbe Giden
- Hürriyete Doğru
- İstanbul'u Dinliyorum
- Kitabe-i Sengi Mezar
- Macera
- Pazar Akşamları
- Rüya
- Tren Sesi
- Yaşamak

### Muestra de su obra
İstanbulu dinliyorum, gözlerim kapalı.
Önce hafiften bir rüzgâr esiyor,
Yavaş yavaş sallanıyor
Yapraklar, ağaçlarda;
Uzaklarda, çok uzaklarda,
Sucuların hiç durmıyan çıngırakları.
İstanbulu dinliyorum, gözlerim kapalı.
...